# Croisière Jaune

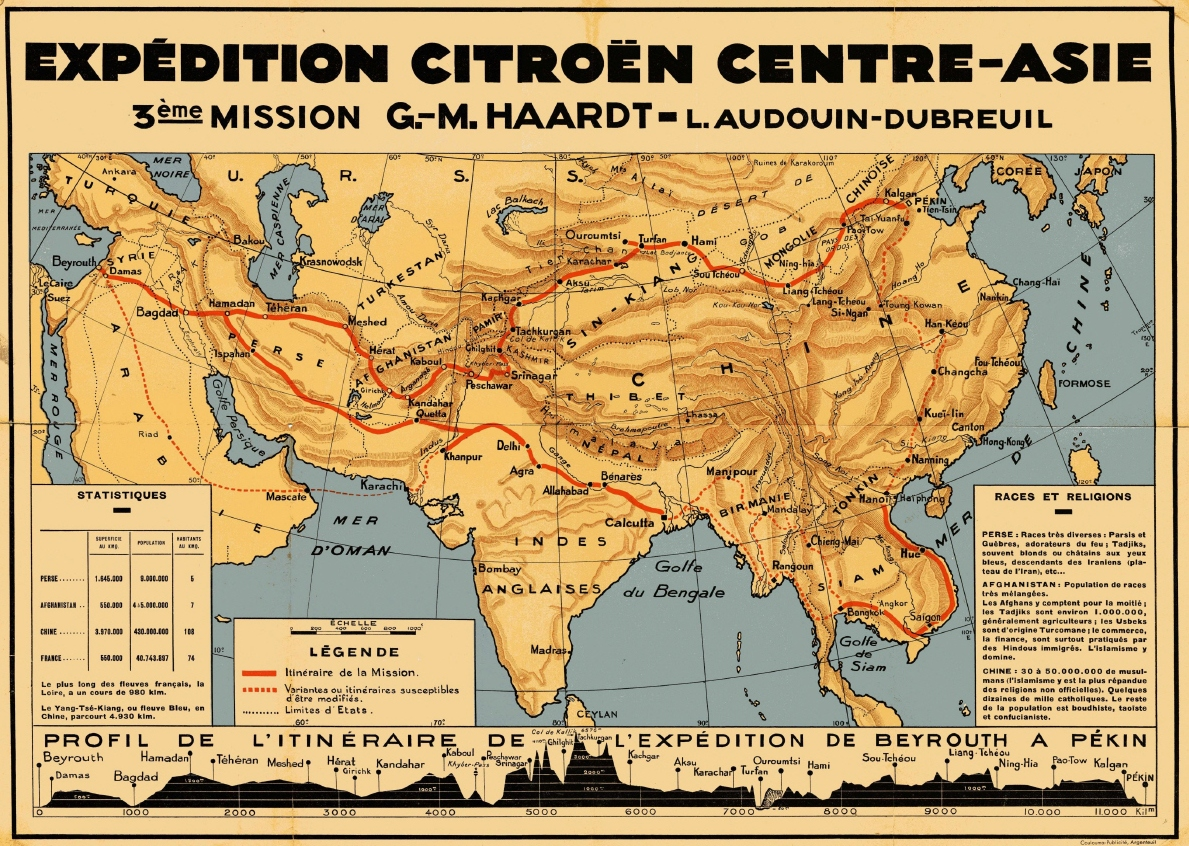
Ursprünglich geplante Route der Croisière Jaune

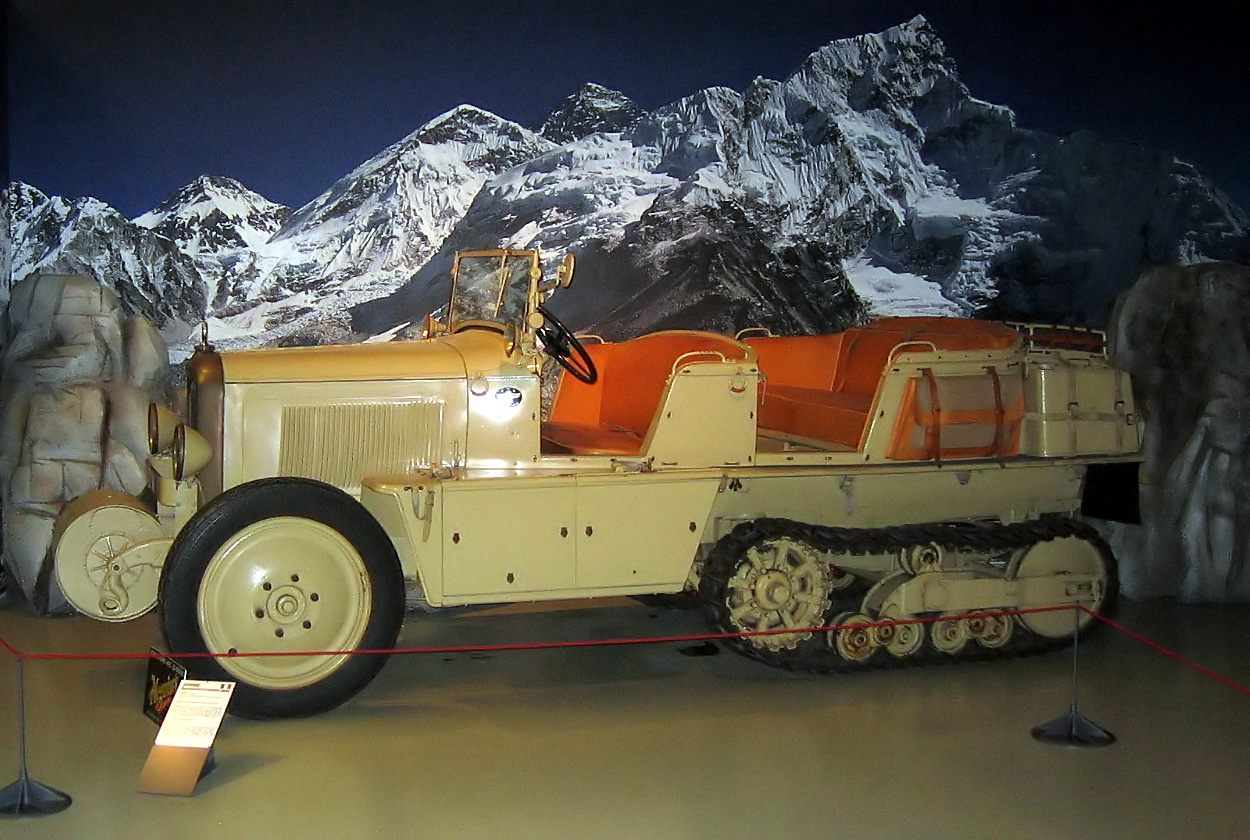
Citroën-Halbkettenfahrzeug der Croisière Jaune

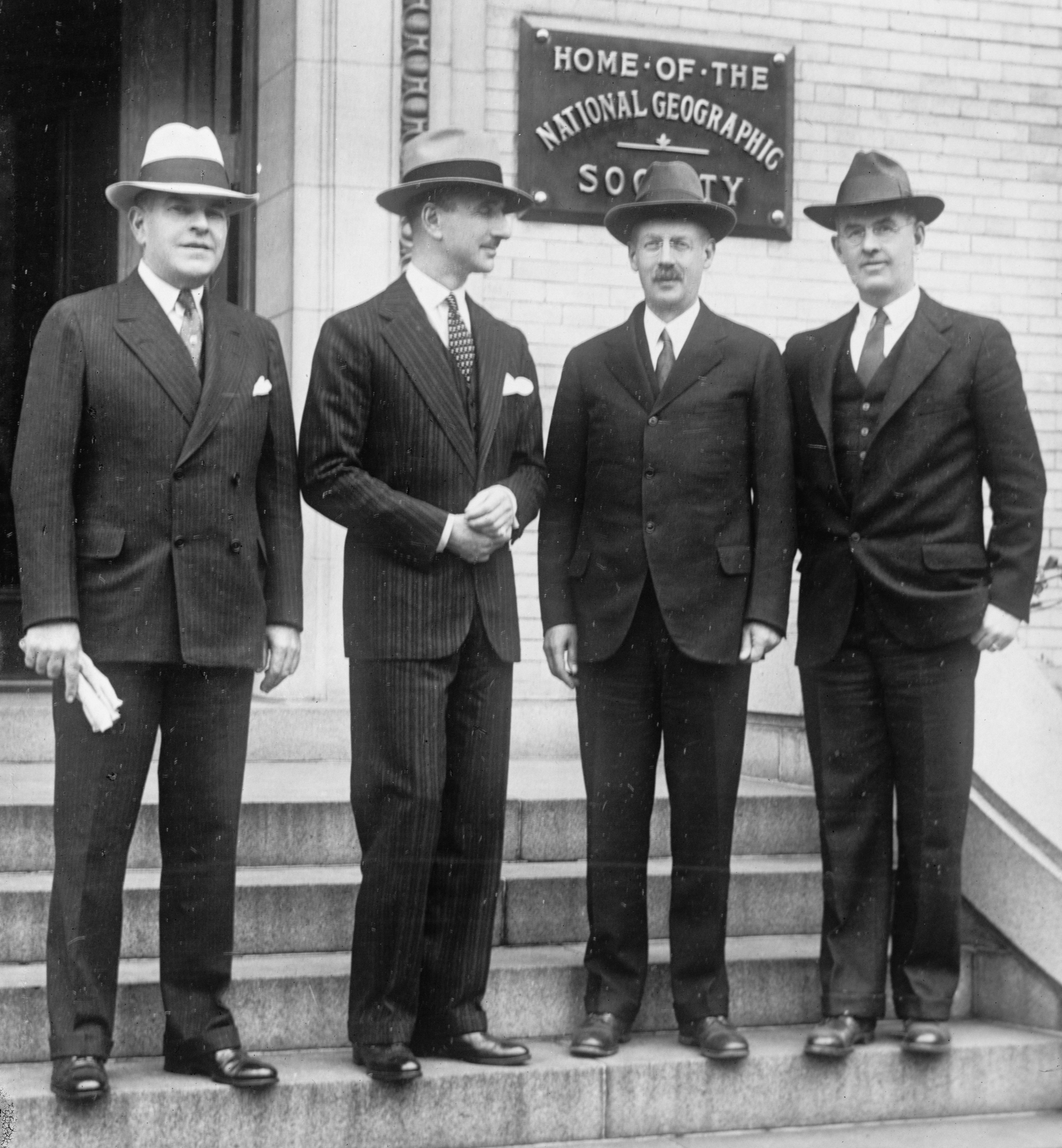
Von links nach rechts: John Oliver La Gorce, Vizepräsident der National Geographic Society, Georges-Marie Haardt, Organisator und Teilnehmer der Expedition, Gilbert Hovey Grosvenor, Präsident der National Geographic Society und Maynard Owen Williams, Journalist und Teilnehmer am 3. Dezember 1930.

Die Croisière Jaune („Gelbe Kreuzfahrt“ bzw. „Gelbe Expedition“) war eine französische Expedition mit Citroën-Halbkettenfahrzeugen quer über den asiatischen Kontinent.

## Allgemeines
André Citroën schickte seine aus der Croisière Noire erfahrenen Expeditionsleiter Georges-Marie Haardt und Louis Audouin-Dubreuil am 4. April 1931 mit sechs Fahrzeugen auf die Reise von Beirut im Völkerbundmandatsgebiet Libanon nach dem fernen Osten. Zu den Expeditionsteilnehmern gehörten u. a. der französische Orientalist und Archäologe Joseph Hackin, der russisch-französische Maler und Zeichner Alexander Jewgenjewitsch Jakowlew und der Paläontologe Pierre Teilhard de Chardin. Maynard Owen Williams von der US-amerikanischen National Geographic Society begleitete die Expedition in Afghanistan.
Von Tien Tsin aus kamen ihnen sieben andere Fahrzeuge entgegen, um sie auf dem Himalaya zu treffen. Am 12. Februar 1932 erreichte die Expedition Peking, damals nicht Hauptstadt Chinas.
Georges-Marie Haardt starb am 16. März 1932, kurz vor Hongkong. Daraufhin wurde die Expedition abgebrochen und Mannschaft und Fahrzeuge kamen per Schiff nach Frankreich zurück.

## Dokumentation
Im Jahr 1934 erschien eine spielfilmlange Dokumentation mit vielen realen Aufnahmen der Expedition. Die Musik zu der Dokumentation komponierte Sergei Prokofjew.

## Fernsehserie
Die Croisière Jaune wurde Anfang der 1970er Jahre unter dem Titel La cloche tibétaine (Deutscher Titel: Die gelbe Karawane) in einer französisch-deutschen Gemeinschaftsproduktion für das Fernsehen verfilmt. 1973 starb der britische Schauspieler Roger Delgado während der Dreharbeiten in der Türkei. 1974 erschien die Miniserie in Frankreich und 1975 in Deutschland.